# Gomidesia mugnifolia
Gomidesia mugnifolia é uma espécie de plantas da família Myrtaceae. Inicialmente descrita em 1857, é endémica do Brasil e julgava-se extinta. Foi redescoberta na Reserva Biológica de Poça d'Antas, Rio de Janeiro.